# Захоплення Гібралтару
Захоплення Гібралтару англо-голландськими військами Великого альянсу відбулося між 1 та 4 серпня 1704 року під час Війни за іспанську спадщину. З початку війни Альянс шукав гавань на Піренейському півострові, щоб контролювати Гібралтарську протоку та полегшити військово-морські операції проти французького флоту в західній частині Середземного моря. Битва при Кадісі (1702) закінчилася невдачею у вересні 1702 року, але після успішного рейду флоту Альянсу в затоці Віго в жовтні того ж року, об'єднані флоти «морських держав», Нідерландів та Англії, стали домінуючою військово-морською силою в регіоні. Ця сила допомогла переконати короля Педру II розірвати союз з Францією та контрольованою Бурбонами Іспанією і приєднатися до Великого Альянсу в 1703 році, оскільки флоти Альянсу могли проводити кампанії в Середземному морі, використовуючи доступ до порту Лісабону, і проводити операції на підтримку ерцгерцога Карл, кандидата на іспанський трон від австрійського Дому Габсбургів, відомого своїм прихильникам як Карл III Іспанський.